# Grand Dictionnaire historique
Le Grand Dictionnaire historique, ou Le mélange curieux de l'histoire sainte et profane, est un ouvrage de Louis Moréri publié en 1674.

## Contenu
Il s'agit de l'un des premiers dictionnaires français consacrés aux noms propres. Moréri s'inspire du Dictionarium historicum, geographicum ac poeticum de Charles Estienne, qu'il cite dans sa préface. Voltaire le considère comme « le premier en toute langue, ceux des Estienne n'étant qu'une courte nomenclature pour l'intelligence des anciens auteurs. »
Le sous-titre donne l'ambition de l'ouvrage : Rapportant en abrégé les vies des Patriarches, juges et rois de l'Ancien Testament, des souverains pontifes de l'Église, des Saints Pères et docteurs orthodoxes, des évêques des quatre églises patriarcales, des cardinaux et prélats célèbres et des hérésiarques, celle des empereurs de Rome, de Grèce, d'Allemagne ; païens, chrétiens et ottomans ; des rois, des princes illustres et des grands capitaines ; des auteurs grecs et latins, anciens et modernes ; des philosophes, des inventeurs des arts et autres personnes de toute sorte de professions, renommées ou par leur érudition, ou par leurs ouvrages, ou par quelque action éclatante ; faisant remarquer les plus importants traités des auteurs ; les opinions particulières des philosophes, et les principaux dogmes des hérésiarques ; et contenant la description des états, empires, royaumes, provinces, villes, îles, montagnes et fleuves considérables de l'ancienne et nouvelle géographie, où l'on remarque exactement les bornes, la situation et les qualités des pays ; les mœurs, les coutumes, le gouvernement et la religion des peuples ; avec l'histoire des conciles généraux et particuliers, synodes, conciliabules et autres assemblées ecclésiastiques en parlant des villes où elles ont été tenues ; le nom, l'établissement et la propagation des ordres religieux et militaires, et la vie de leurs fondateurs ; et l'histoire fabuleuse des Dieux et héros de l'antiquité païenne ; le tout enrichi de remarques et dissertations curieuses, tant pour l'éclaircissement des difficultés de chronologie que pour la décision des controverses historiques.
En publiant ce vaste ensemble de matériaux puisés dans les nombreux recueils, galeries, dictionnaires ou autres généalogies, l’auteur cherche non seulement à proposer un tableau de l’histoire universelle, des origines mythologiques et bibliques à l’époque moderne, mais encore d’offrir un catalogue exhaustif des hommes illustres dont les trajectoires doivent, dans une perspective pédagogique et morale, servir de modèles d’action et de vertu.
De son vivant, Moréri ne voit paraître que la première édition, et prépare une partie de la seconde, qui est terminée par Parayre, premier commis de son protecteur, le marquis de Ponponne. Se succèdent ensuite Jean Le Clerc, Vaultier, Louis Ellies Dupin, Claude-Pierre Goujet et Étienne François Drouet, rédigeant d'innombrables nouvelles notices en tenant compte des remarques figurant dans le Dictionnaire historique et critique de Pierre Bayle.
« On ne s'attendait pas que l'auteur du Pays d'amour, et le traducteur de Rodriguez entreprit dans sa jeunesse le premier dictionnaire de faits, qu'on eût encore vu. Ce grand travail lui coûta la vie. L'ouvrage réformé et très augmenté porte encore son nom, et n'est plus de lui. C'est une ville nouvelle bâtie sur le plan ancien. Trop de généalogies suspectes ont fait tort surtout à cet ouvrage si utile. On a fait des suppléments remplis d'erreurs », déclare Voltaire.

## Réception
Le succès est immédiat, avec de nombreuses éditions successives, françaises, hollandaises et suisses, et des traductions en anglais, allemand, néerlandais, italien et espagnol. Victor Hugo y puise les indications historiques qui figurent dans La Légende des siècles et dans ses romans.
Cependant le résultat de toutes ces additions et interventions est fortement critiqué pour ses nombreuses erreurs et son manque de cohérence : « Les gens censés sont fâchés d'y trouver toutes les momeries du jansénisme, les prétendus miracles du diacre Pâris, etc. Il est aisé d'apercevoir que des personnes de différents états, de différentes religions, de différents partis, de différents génies ont contribué à cette augmentation. C'est la tour de Babel. Il y règne une confusion grotesque, par la diversité des langues et des esprits. Les mensonges, les erreurs, les contradictions y fourmillent. Un livre de cette espèce, pour être bon, aurait dû être le fruit des travaux d'un seul rédacteur », déplore De Feller.
Pierre Bayle entreprend son Dictionnaire historique et critique dans le seul but de corriger les erreurs trouvées dans le Moréri. Il déclare cependant ne pas souhaiter  « que l’idée méprisante que cela pourra donner de son travail diminue la reconnaissance qui lui est due. J’entre dans les sentiments d’Horace à l’égard de ceux qui nous montrent le chemin. Les premiers auteurs des dictionnaires ont bien fait des fautes ; mais ils ont mérité une gloire dont leurs successeurs ne doivent jamais les frustrer. Moréri a pris une grande peine qui a servi de quelque chose à tout le monde, et qui a donné des instructions suffisantes à beaucoup de gens. Elle a répandu la lumière dans des lieux où d’autres livres ne l’auraient jamais portée et qui n’ont pas besoin d’une connaissance exacte des faits. »

## Éditions

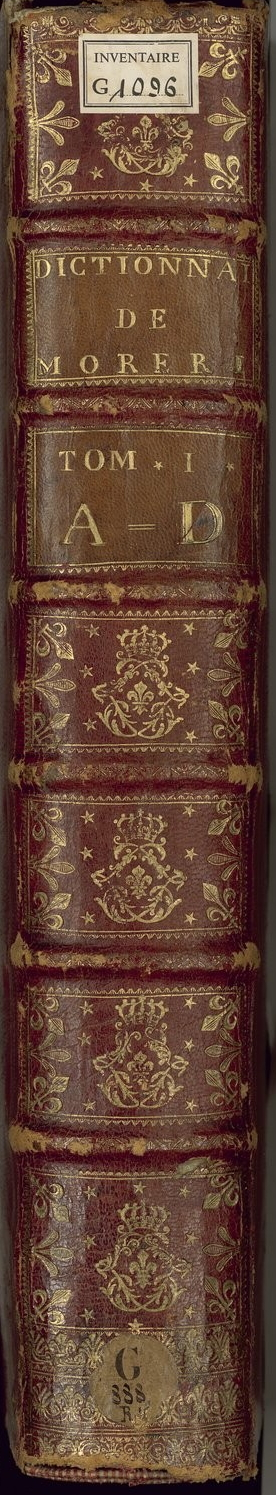

- 1674 : Le Grand Dictionnaire historique, ou Le mélange curieux de l'histoire sainte et profane, Lyon, Jean Girin & Barthelemy Rivière, 1674, 1 volume. Lire en ligne.

— 1680 : Mort de Louis Moréri —
- 1681 : Le Grand dictionnaire historique, ou le Mélange curieux de l'histoire sacrée et profane, Seconde édition, divisée en deux tomes, revue, corrigée, & augmentée de la moitié, Lyon, Jean Girin & Barthelemy Rivière, 1681. Tome I : A-F ; Tome II : G-ZÉdition achevée, après la mort de Moréri, par Parayre, premier commis du marquis de Ponponne
- 1683 : Le Grand dictionnaire historique, ou Le mélange curieux de l'histoire sacrée et profane, Troisième édition, corrigée, & divisée en deux tomes, Lyon, Jean Girin & Barthelemy Rivière, 1683. Tome I, première partie : A-B ; Tome I, deuxième partie : C-F ; Tome II, première partie : G-M ; Tome II, deuxième partie : N-Z
- 1687 : Le Grand dictionnaire historique, ou Le mélange curieux de l'histoire sacrée et profane, Quatrième édition, corrigée, & divisée en deux tomes, Lyon, Jean Girin & Barthelemy Rivière ; Paris, Denis Thierry, 1687. Tome I : A-F ; Tome II : G-Z
- 1688 : Le Grand dictionnaire historique, ou le Mélange curieux de l'histoire sacrée et profane, Cinquième édition, Lyon, Jean-Baptiste de Ville ; Paris, Denis Thierry, 1688. Tome I : A-F ; Tome II : G-Z
  - 1689 : Supplément, ou Troisième volume du Grand dictionnaire historique, Paris, Denis Thierry, 1689. Tome unique.La Préface de l'édition de 1740 en attribue la direction à un certain Abbé de Saint Urssan
- 1691 :  Le Grand dictionnaire, ou Mélange curieux de l'histoire sacrée et profane, Sixième édition, Paris, Denis Thierry, 1691. Tome I : A-F ; Tome II : G-Z
- 1699 : Le Grand dictionnaire historique, ou le Mélange curieux de l'histoire sacrée et profane, nouvelle édition, où l'on a inséré le supplément et quantité de remarques extraites du Dictionnaire critique de M. Bayle, Paris, Denis Mariette, 1699. Tome I : A-B ; Tome II : C-F ; Tome III : G-M ; Tome IV : N-Z
- 1704 : Le Grand dictionnaire historique, ou le Mélange curieux de l’histoire sacrée et profane, Nouvelle et dernière édition revue, corrigée et augmentée par M. Vaultier & le Père Ange, Paris, Thierry, Coignard & Mariette, 4 volumes, 1704.
  - Pierre Bayle, Remarques critiques sur la nouvelle édition du Dictionnaire historique de Moréri donnée en 1704, Rotterdam, Jean Hofhout, 1706. Lire en ligne.
- 1718 : Le Grand dictionnaire historique ou Le mélange curieux de l'histoire sacrée et profane, enrichi de remarques tirées du Dictionnaire critique de M. Bayle, nouvelle et dernière édition revue, corrigée et augmentée, Paris, Jean-Baptiste Coignard, 1718. Tome I : A-B ; Tome II : C-E ; Tome III : F-L ; Tome IV : M-Q ;  Tome V : R-Z
  - Laurent-Josse Le Clerc, Remarques sur différents articles du second volume du Dictionnaire de Moréri, de l'édition de 1718, sans lieu, 1720. Lire en ligne.
- 1731-1732 : Le  Grand Dictionnaire Historique, Ou, Le Mélange Curieux De L'Histoire Sacrée Et Profane, Première édition de Bâle en français, corrigée et considérablement augmentée, Bâle, Jean Brandmuller, 1731-1732. Tome I : A ; Tome II : B-CEY ; Tome III : CHA-EZZ ; Tome IV : F-L ; Tome V : M-P ; Tome VI : Q-Z
- 1732 : Le Grand dictionnaire historique, ou Le Mélange curieux de l'histoire sacrée et profane, le tout enrichi de remarques tirées du Dictionnaire critique de M. Bayle, nouvelle et dernière édition revue, corrigée et augmentée [par l'abbé C.-P. Goujet], Paris, Jacques Vincent, 1732. Tome I : A-BAZ ; Tome II : BEA-COQ ; Tome III : COR-GZE ; Tome IV : HAA-MEZ ; Tome V : MIC-RYS ; Tome VI : S-Z
  - 1735 : Claude-Pierre Goujet, Supplément au grand Dictionnaire historique, généalogique, géographique &c de M. Louis Moréri, pour servir à la dernière édition de 1732 et aux précédentes, Paris, Lemercier, Vincent, Coignard, Boudet, 1735. Tome I : A-L ; Tome II : M-Z
- 1740 : Le Grand dictionnaire historique, ou Le Mélange curieux de l'histoire sacrée et profane, dix-huitième et dernière édition, revue, commentée et augmentée considérablement, Amsterdam, Leyde, La Haye, Utrecht, 1740. Tome I : A ; Tome II : B-CHEG ; Tome III : CHEI-E ; Tome IV : F-H ; Tome V : I-L ; Tome VI : P-SEG ; Tome VII : P-SEG ; Tome VIII : SEH-ZLe tome I comporte une longue préface retraçant l'histoire des éditions précédentes et des différentes traductions.
- 1759 : Le Grand dictionnaire historique, ou Le mélange curieux de l'histoire sacrée et profane, nouvelle édition, dans laquelle on a refondu les Suppléments de M. l'abbé Goujet, le tout revu, corrigé et augmenté par M. Drouet, Paris, chez les libraires associés, 1759. Tome I : A ; Tome II : B ; Tome III : C-COM ; Tome IV : CON-EZZ ; Tome V : F-HHA ; Tome VI ; Tome VII : M-MON ; Tome VIII : O-POI ; Tome IX : R-SYL ; Tome X : T-W